# Spoorlijn Košice – Čierna nad Tisou

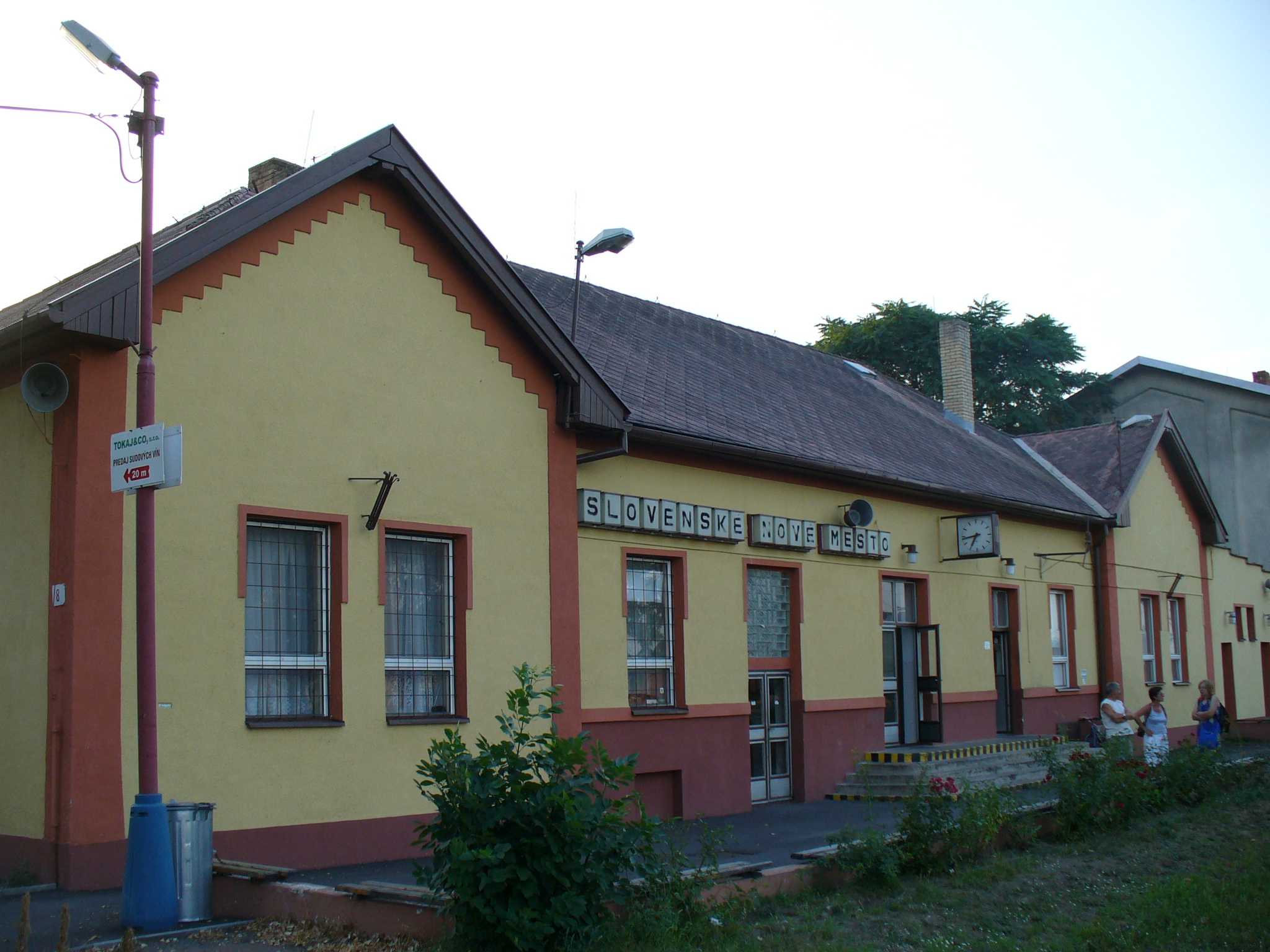
Station Slovenské Nové Mesto

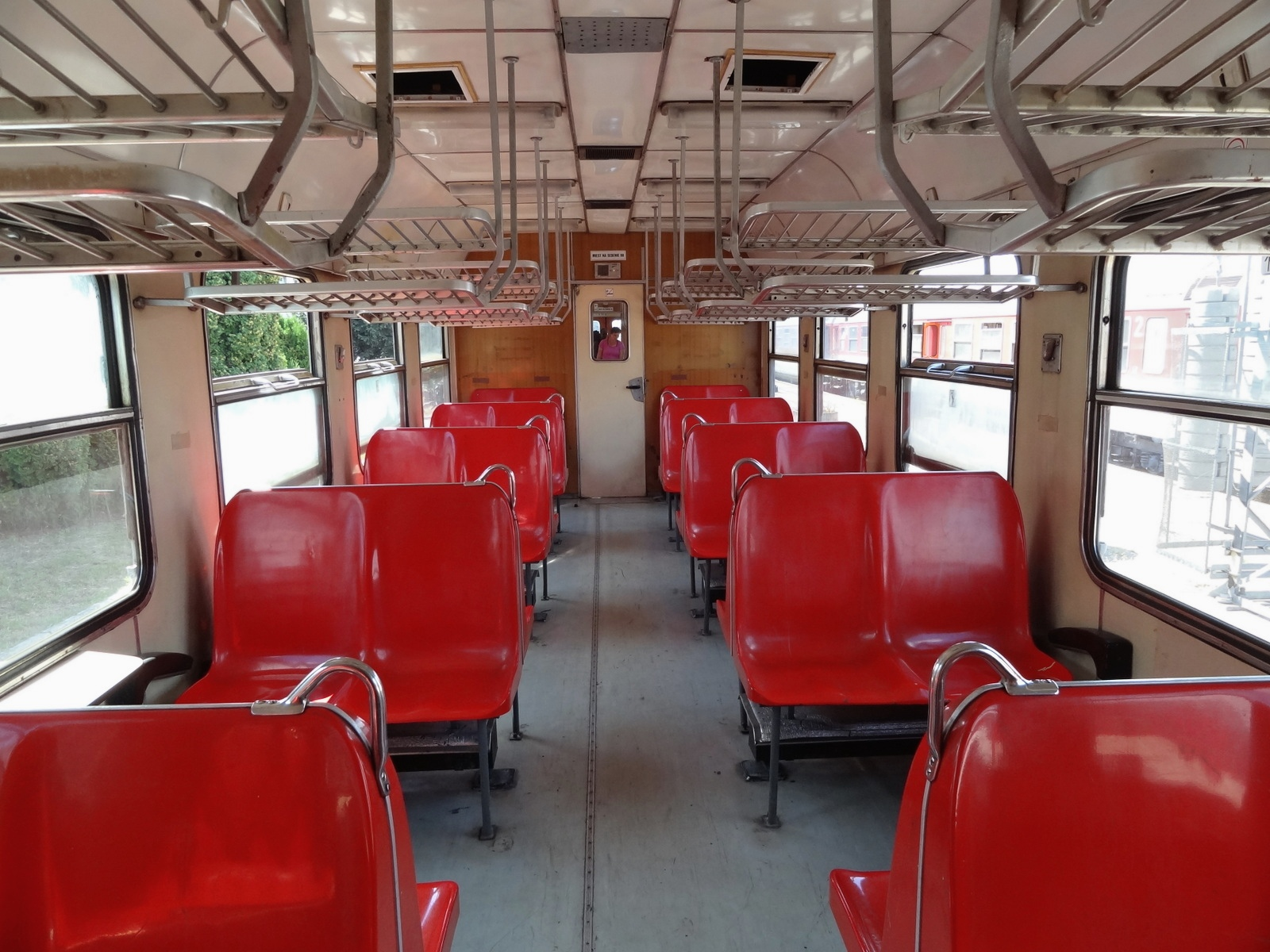
Interieur van een trein op het breedsspoor tussen Čierna nad Tisou en Čop

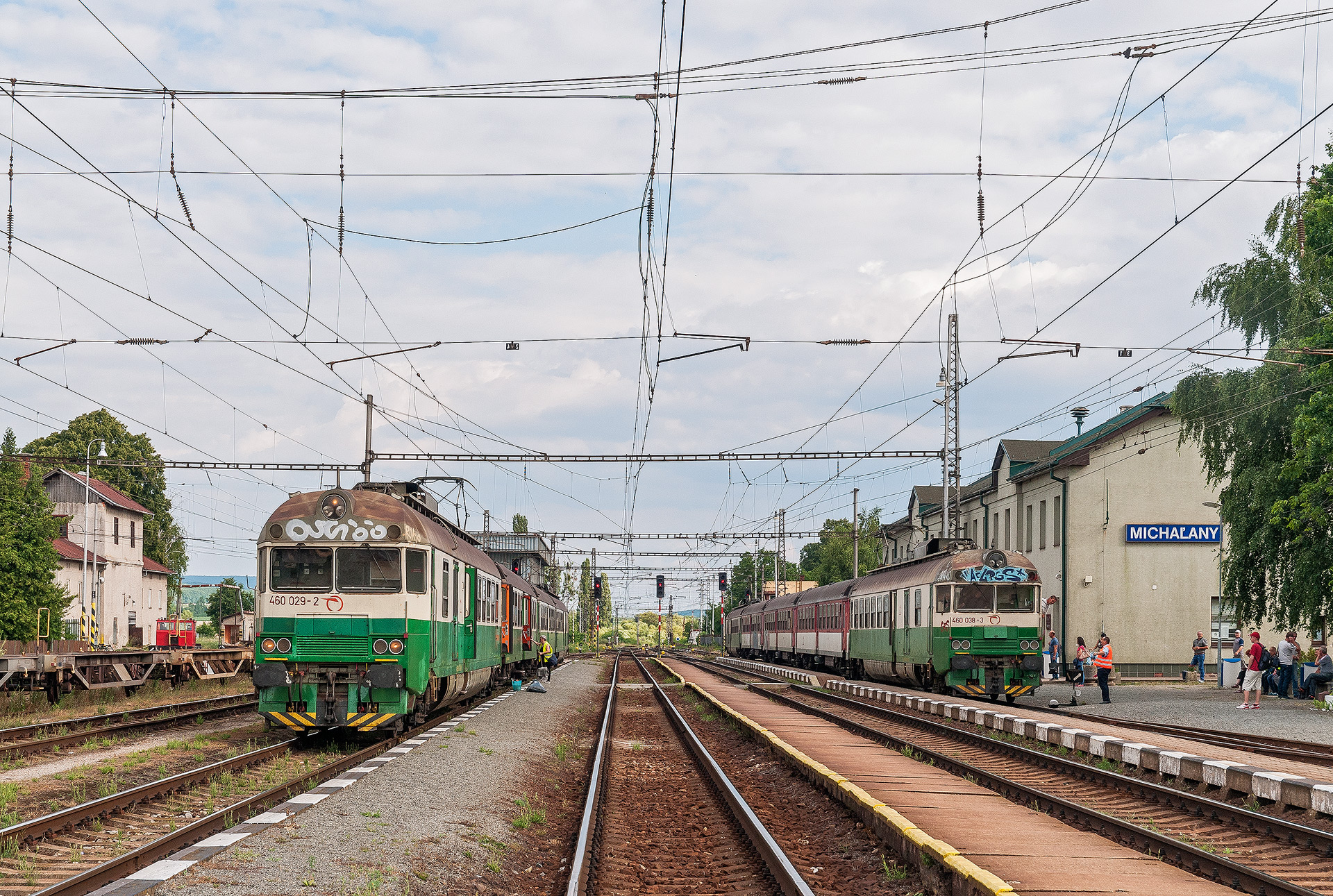
Station Michaľany

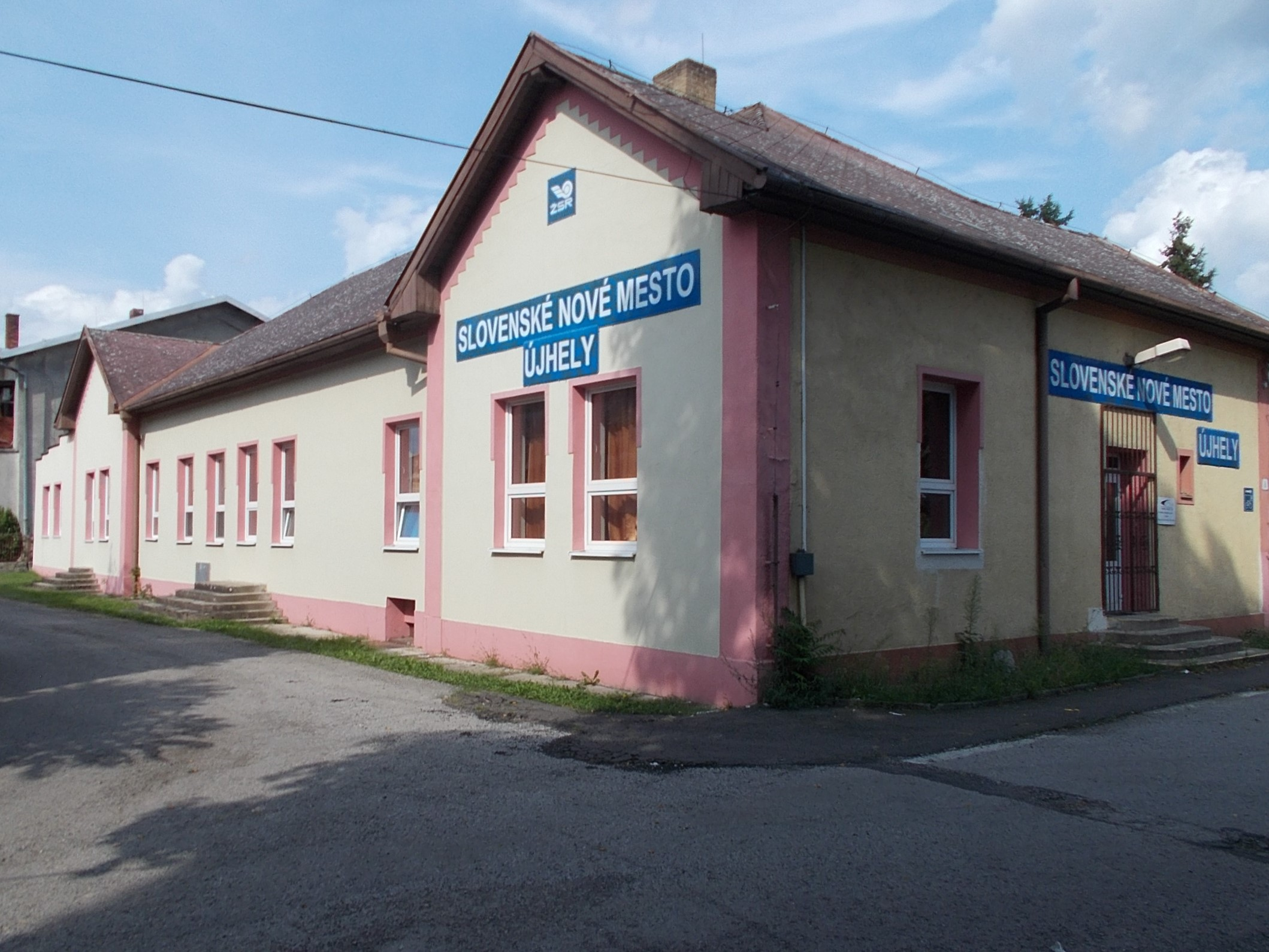
Station Slovenské Nové Mesto (2021)

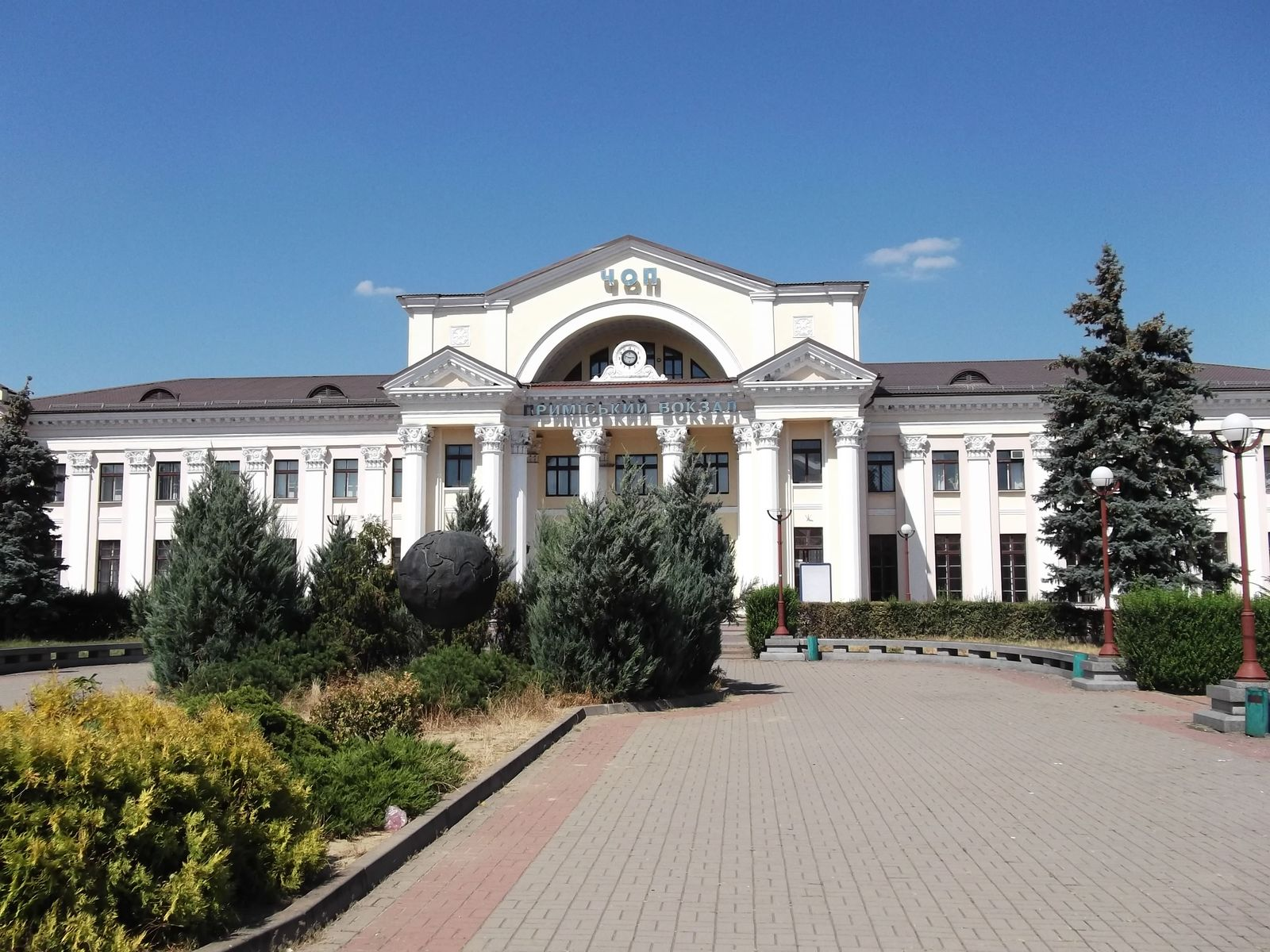
Station Čop

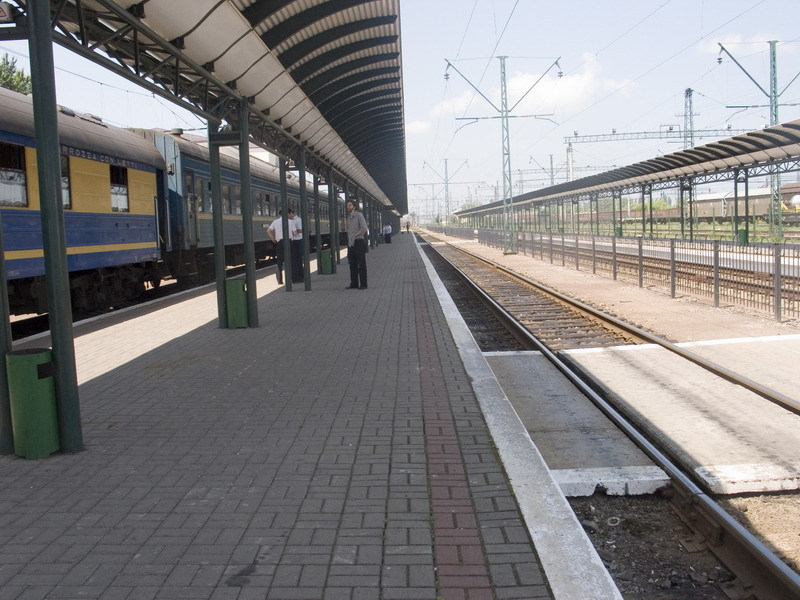
Station Čop

De spoorlijn Košice - Čierna nad Tisou (lijn nummer 190) is een Slowaakse hoofdspoorlijn die Košice verbindt met het grensstation Čierna nad Tisou (in het uiterste zuidoosten van Slowakije) en de stad Čop (in Oekraïne). Het is een dubbelsporige lijn, geëlektrificeerd met 3 kV gelijkspanning. Er vindt passagiers- en vrachtvervoer plaats, waarbij voornamelijk geïmporteerde goederen uit Oost-Europa worden vervoerd (steenkool, ijzererts). 
De lijn maakt deel uit van de pan-Europese corridor nummer V. In Čop (Oekraïne) sluit de lijn aan, op de Oekraïense hoofdlijn Čop - Stryj  - Lviv.

## Geschiedenis
De lijn werd aangelegd als verlenging van de spoorlijn Košice-Bohumín, die in 1872 in gebruik werd genomen.
Vanaf het begin van de jaren 1950 werden werken uitgevoerd om de hele lijn dubbelsporig te maken, teneinde een grotere verkeersdichtheid toe te laten.
De elektrificatie van de hele lijn was een onderdeel van het project "Žilina – Košice – Čierna nad Tisou" dat gerealiseerd werd in 1961 en 1962. Hierdoor vergrootte het verkeersvolume alhoewel duidelijk bleek dat dit nog steeds onvoldoende was voor de enorme hoeveelheid grondstoffen die uit de Sovjet-Unie geïmporteerd werd (meer dan 50.000 ton ijzererts per dag).
Om die reden werden speciaal twee breedspoorlijnen (Russische spoorbreedte: 1520 mm) aangelegd, met herkomst: Oekraïne:
- de ene uit Oezjhorod ter bestemming: Košice,
- de andere uit Čop met bestemming: Čierna nad Tisou.

Deze ingreep vergemakkelijkte het verkeer op lijn 190 aanzienlijk en verbeterde de regelmaat en stiptheid van het verkeer. Ook werd nabij de Oekraïense grens, in Čierna nad Tisou, een overslagcentrum opgebouwd dat een oppervlakte van meer dan 10 vierkante kilometer besloeg en de overdracht van duizenden tonnen vracht per dag mogelijk maakt. In tijden van piekverkeer werden hier tot 50 treinen per dag overgeladen.
Anno 2024 is de lijn Košice - Čop (Oekraïne) een van de drukste lijnen in Slowakije. Dankzij de grote hoeveelheid goederen die uit Oost-Europa worden geïmporteerd, is de intensiteit van de goederentreinen hier opmerkelijk: er rijden meer dan 30 treinen per dag in beide richtingen. Teneinde de steile helling van het spoor tussen Kuzmice en Ruskov te kunnen bestijgen, rijden de zwaardere treinen met een locomotief vooraan die trekkracht levert, terwijl op hetzelfde ogenblik een opdruklocomotief achteraan de trein opduwt.

### Opening van afzonderlijke secties
- 7-1-1872: 	Michaľany – Slovenské Nové Mesto
- 25- 8-1872: 	Slovenské Nové Mesto – Čierna nad Tisou
- 22-10-1873: 	Košice – Michaľany
- 7-11-1985: 	Červený Dvor – Trebišov

### Aanleg van dubbelspoor
In de jaren 1950 werd de lijn geleidelijk dubbelsporig teneinde een grotere verkeersdichtheid mogelijk te maken. 
- 1951: 	Čierna nad Tisou – Michaľany
- 1953: 	Michaľany – Kuzmice
- 1954: 	Kuzmice – Ruskov
- 1955: 	Ruskov – Košice

### Elektrificatie
- 19-12-1961: 	Nižná Myšľa – Čerhov
- 18-1-1962: 	Košice – Nižná Myšľa
- 1-7-1962: 	Čerhov – Čierna nad Tisou
- 26-1-1989: 	Červený Dvor – Trebišov

### Modernisering
Het traject Košice - Slivník staat op de lijst van trajecten waar de geschatte voordelen van de modernisering groter zijn dan de investeringskosten.
De trajecten Veľký Horeš - Streda nad Bodrogom (10,4 km) en Nižná Myšľa - Ruskov (6,6 km) zijn anno 2024 het voorwerp van een geplande reconstructie. Dit werk bestaat uit het vervangen van spoorelementen, het stabiliseren van de ondergrond en het opheffen van tijdelijke snelheidsbeperkingen.

## Treindienst
In de dienstregeling van 2021 rijdt er één passagierstrein per twee uren tussen Čierna nad Tisou en Košice, terwijl er één treinpaar van en naar Čop rijdt. De treinen doen er ongeveer 100 minuten over om het 94 kilometer lange traject af te leggen. Er rijden ook twee paar regionale sneltreinen op de route Mukačevo - Košice.
De Russische invasie van Oekraïne sinds 2022 veroorzaakte sedert dat jaar een tijdelijke onderbreking van de rit der reizigerstreinen via de staatsgrens in Čierna nad Tisou.

## Stations en haltes
Lijn 190 bedient de volgende station (s) en haltes:
- Košice (s) – vertakking met de lijn:
  - 160 (Zvolen – Košice),
  - 169 (Košice – Hidasnémeti)
  - 180 (Žilina – Košice)
- Košice predmestie ("voorstad")
- Krásna nad Hornádom (s)
- Nižná Myšľa (s)
- Vyšná Myšľa
- Bohdanovce
- Ruskov (s)
- Slanec (s)
- Kalša
  - vertakking Slivník: Kalša – Trebišov
- Kuzmice (s)
- Michaľany (s) - vertakking naar lijn 191 (Michaľany – Łupków)

- Čerhov
- Slovenské Nové Mesto (s) - vertakking naar de
Hongaarse stad Nové Mesto pod Šiatrom (Sátoraljaújhely)
- Borša
- Streda nad Bodrogom (s)
- Somotor
- Veľký Horeš (s)
- Pribeník (s)
- Dobrá (s)
- Biel
- Čierna nad Tisou zastávka
- Čierna nad Tisou (s)
  - staatsgrens Slowakije - Oekraïne
- Čop (s)